# Iona

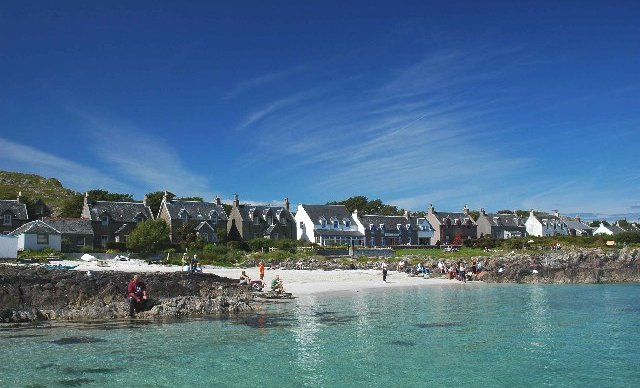
Iona falu a tenger felől

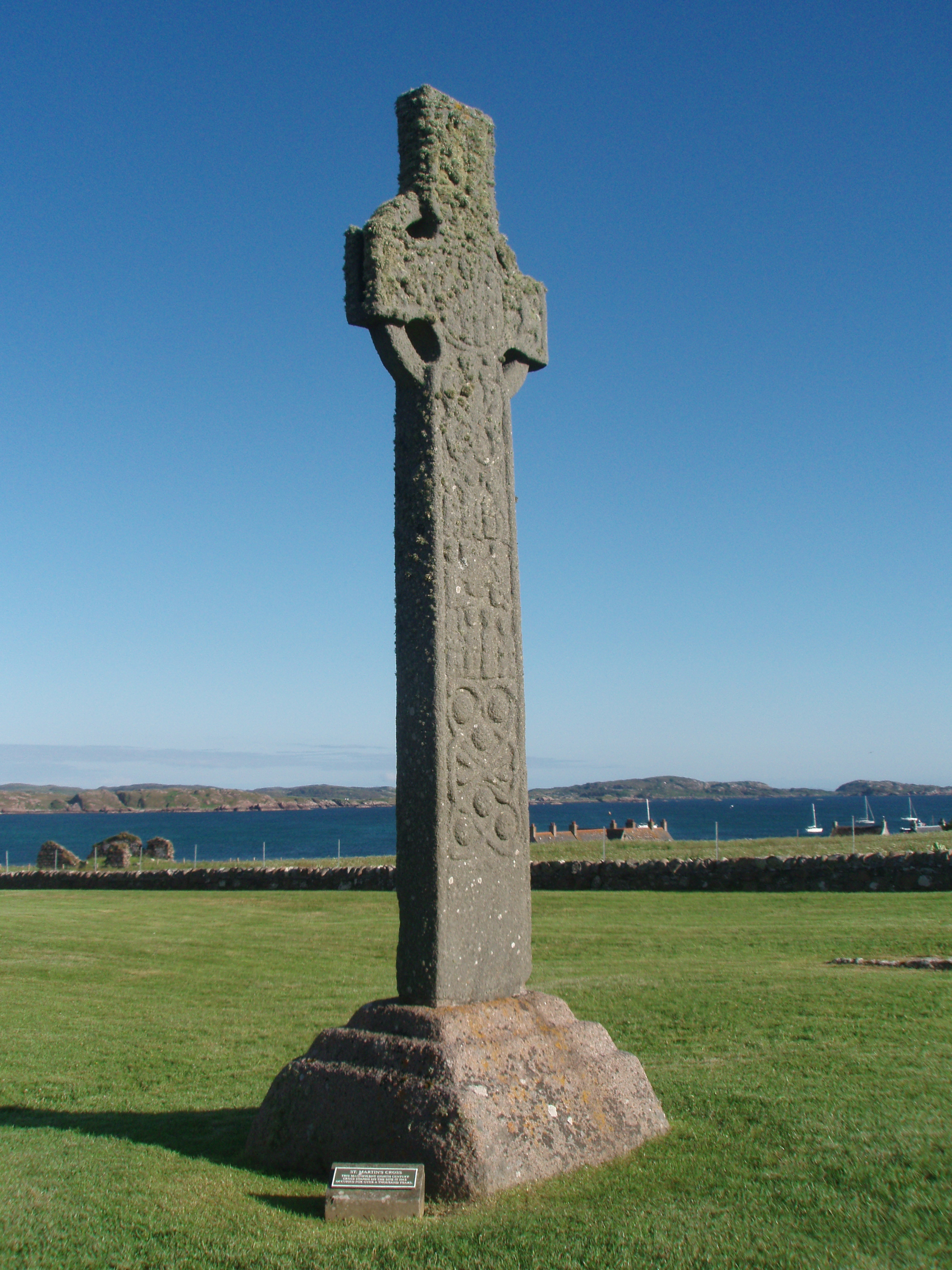
8. századi Szent Márton kereszt

Iona (skót gael nyelven Ì Chaluim Chille) Skóciában található, a Belső-Hebridák egyik szigete. Mintegy 1,5 kilométerre nyugatra található a Mull sziget partjaitól, 5,5 kilométer hosszú és 2 kilométer széles.
A sziget arról nevezetes, hogy Dál Riata királyság és a korai skót uralkodók hagyományos temetkezési helye volt, de temetkeztek ide ír és norvég uralkodók is. Gael neve Ì Chaluim Chille (Szent Kolumba szigete), vagy egyszerűen csak Ì vagy Idhe.
563-ban Szent Kolumba, miután elűzték ír hazájából, kolostort alapított itt 12 társával. Innen indultak el, hogy keresztény hitre térítsék a pogány Skóciát és Észak-Anglia jó részét. Iona híre, mint a tudás és a keresztény küldetés forrásáé, elterjedt egész Európában; fontos zarándokhellyé és királyok temetkezőhelyévé vált.
Többen úgy vélik, hogy a Kellsi kódex, a középkor egyik leggazdagabban illusztrált kódexe, részben vagy teljesen Ionnán keletkezett a 8. században. 806-ban viking támadók elpusztították Iona kincseit. A bencés nővérek 1203-ban konventet alapítottak a szigeten, amelynek első priorisszája Beathag, Somerled lánya volt. A jelenlegi bencés apátság ugyanebben az időszakban épült. A kolostor a reformáció idejéig virágzott.
Az Iona-sziget 1681 óta volt a Campbell klán tulajdonában, amikor átvették a területet a MacLean klántól. A sziget több száz éven át a Campbell klán, az Argyll grófok és hercegek irányítása alatt állt, egészen 1979-ig, amikor is kénytelenek voltak eladni az örökösödési adók terhei miatt.
Néhány történelmi személyiség, akiket Ionán temettek el:
- II. Donald skót király
- I. Malcolm skót király
- I. Duncan skót király
- Macbeth skót király
- III. Donald skót király
- John Smith

## Lásd még
Argyll hercege

## Külső hivatkozások
- Iona honlapja (készült az Iona Community Council megbízásából)
- Az Iona Community (közösség) Archiválva 2007. október 17-i dátummal a Wayback Machine-ben
- Virtuális panoráma Summit of Iona Index